# Yuka Murayama
Yuka Murayama (jap. 村山 優香 Murayama Yuka; ur. 19 lutego 2003 w Kitaibaraki) – japońska aktorka związana z Arc Promotion, znana z roli Ichiki Kirino w „Ultraman Decker”.

## Życiorys
W 2015 roku zadebiutowała jako aktorka w filmie „Wasure Yuki”.
W 2022 roku dostała swoją przełomową rolę jako Ichika Kirino, główna bohaterka „Ultraman Decker”. W tym samym roku rozpoczęła karierę jako gravure idol.
Od czasu pojawienia się w „Ultraman Decker” uczestniczyła w sesjach treningowych organizowanych przez reżysera Koichiego Sakamoto, aby szkolić sceny akcji.

## Filmografia

### Dramy
| Rok  | Tytuł                                                                                 | Rola             | Stacja telewizyjna | Uwagi                 | Przy. |
| ---- | ------------------------------------------------------------------------------------- | ---------------- | ------------------ | --------------------- | ----- |
| 2019 | Shibō furagu ga tachimashita! (死亡フラグが立ちました！)                              |                  | KTV                |                       | [ 2 ] |
| 2020 | And Then There was One Yuriko (そして、ユリコは一人になった)                          | Yuriko Matsuzawa | KTV                | Odc. 1-2, 8           | [ 6 ] |
| 2022 | Our Stories: 120 Byo no Monogatari (OUR STORIES（アワーストーリーズ）～120秒の物語～) | Yuka             | KTV                | Główna rola (Odc. 13) | [ 7 ] |
| 2022 | Ultraman Decker (ウルトラマンデッカー)                                                | Ichika Kirino    | TV Tokyo           | Główna rola           | [ 3 ] |
| 2023 | Camera, Hajimete mo Ii desu ka? (カメラ、はじめてもいいですか？)                      | Moa Otomi        | BS Shochiku Tokyu  |                       | [ 8 ] |
| 2024 | Otona no Jugyo (オトナの授業)                                                         | Karen Yamamoto   | Tokyo MX           |                       | [ 9 ] |

### Filmy
| Rok  | Tytuł                                                                                  | Rola          | Uwagi       | Przy.  |
| ---- | -------------------------------------------------------------------------------------- | ------------- | ----------- | ------ |
| 2015 | Wasure Yuki (忘れ雪)                                                                   | Młoda Miyuki  |             | [ 2 ]  |
| 2024 | A Haircut for the Hina Doll (お雛様のヘアカット)                                       | Natsuki Sakai | Główna rola | [ 10 ] |
| 2023 | Ultraman Decker Finale: Journey to Beyond (ウルトラマンデッカー最終章 旅立ちの彼方へ…) | Ichika Kirino |             | [ 11 ] |
| 2023 | Nihon Toitsu Gaiden: Yamazaki Ichimon 8 (日本統一外伝 〜山崎一門8〜)                   |               |             | [ 12 ] |